# 06 (альбом)
06 (Nul šeść) — шестой альбом белорусской рок-группы N.R.M., вышедший в 2007 году.

## Об альбоме
Диск записывался в 2007 году в Минске на студии «PRO-2-Studio», а мастерингом занимался шведский специалист Хенрик Лип из студии Vintage Mastering в Гётеборге. Релизу альбома была посвящена акция «Слухай! Прыдумляй! Выйгравай!» Европейского Радио для Беларуси. Первые диски оказались в руках поклонников 19 мая 2007 года.
06 был написан, по словам лидера группы Лявона Вольского, под влиянием политических событий весны 2006 года. Это, а также номер альбома, и послужило поводом, чтобы назвать его именно цифрой «06». Альбом состоит из 14 разностилевых песен: от типичного «нрмовского» хард-рока до джаз-блюза. Впервые одну из песен исполнил не Лявон Вольский, а ударник Олег Демидович. А в песне «Hadziučnik» каждый из участников группы поёт по несколько строк песни. Кроме того, в последней песне «Mama, tata, heta ja» присутствует хор из детей участников группы. Также впервые, кроме обычной гитары, бас-гитары и ударных, в записи песен использовались другие инструменты — виолончель, мандолина, клавишные.
Альбом содержит необычный буклет с текстами песен и изображениями наград — крестов и медали — сделанных по типу войсковых регалий. Как отмечено на страницах буклета, «все кресты и медаль утверждены на специальном заседании Кабинета Министров N.R.M. от 25 декабря 2006 года».
Песня «Svabody hłytok» в 2009 году была отобрана на сборник «Budzma The Best Rock / Budzma The Best Rock/New».

## Список композиций
1. Nas da chalery
2. Stalinhrad
3. Hadziučnik
4. Miensk i Minsk
5. Toje, što jość pamiž nami
6. Palmy i biarozy
7. Padvodnaja łodka
8. Svabody hłytok
9. Kitaj
10. Himn biełaruskaha rok-n-rolščyka
11. Nikoli-nikoli
12. Tolki dla ciabie
13. Nie pytaj
14. Mama, tata, heta ja

## Участники записи
- Лявон Вольский: вокал, гитара, ударные, клавишные
- Пит Павлов: гитара, мандолина бэк-вокал
- Юрий Левков: бас-гитара, вокал, бэк-вокал
- Олег Демидович: ударные, вокал, бэк-вокал
- Юлия Глушицкая: виолончель
- Аделия Вольская, Яна Левкова, Ян-Винсент Луцевич, Павлина Демидович: хоровой вокал

### Издание
- «PRO-2-Studio» (Минск, лето-зима 2006): запись, миксование
- Геннадий Сырокваш: саунд-продюсер
- Хенрик Лип (Henryk Lipp) (Vintage Mastering, Gothenburg, Sweden): майстраваньне
- Олег Демидович: дизайн обложки, крестов и медали
- Денис Трусило: компьютерная графика
- Игорь Назаренко, Игорь Вирковский: полиграфия
- Stowarzyszenie Młodych Twórców — «Ku Teatrowi»: продюсирование

### Сайты
- Афіцыйная хатняя старонка N.R.M.
- Афіцыйны фан-клюб N.R.M.

### Видео
- Miensk i Minsk
- Hadziučnik